# Gouvernement Blum I
Troisième République
Sarraut II Chautemps III
Le premier gouvernement Blum est le gouvernement français formé à la suite des élections législatives d'avril 1936 qui voient la victoire du Front populaire, coalition politique réunissant les divers partis de la gauche française. Léon Blum devient président du Conseil à partir du mois de juin et est à la tête du premier gouvernement à dominante socialiste de la IIIe République. Il « ne se charge d'aucune responsabilité particulière pour se consacrer tout entier à la direction du gouvernement ». Ce gouvernement de coalition est composé seulement de socialistes et de radicaux, les communistes le soutenant de l'extérieur (une première depuis la création du parti). Ce gouvernement de Front populaire est également le premier à comprendre des femmes, alors qu'à cette époque elles ne peuvent pas encore voter en France. Plusieurs personnalités sont issues du socialisme municipal.

## Composition du gouvernement

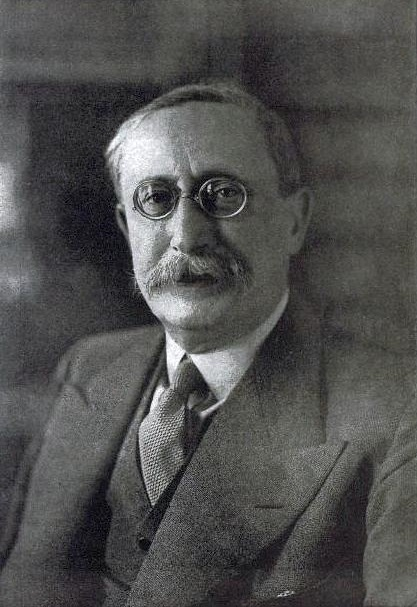
Léon Blum.

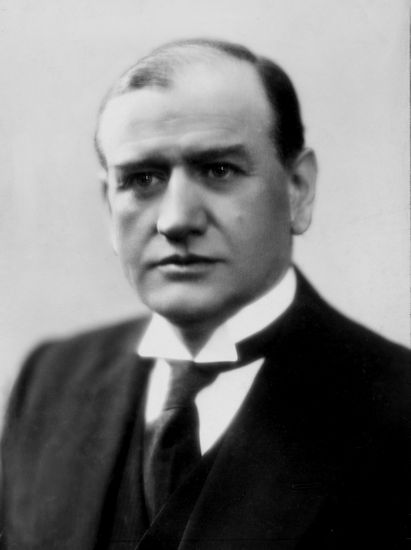
Édouard Daladier.

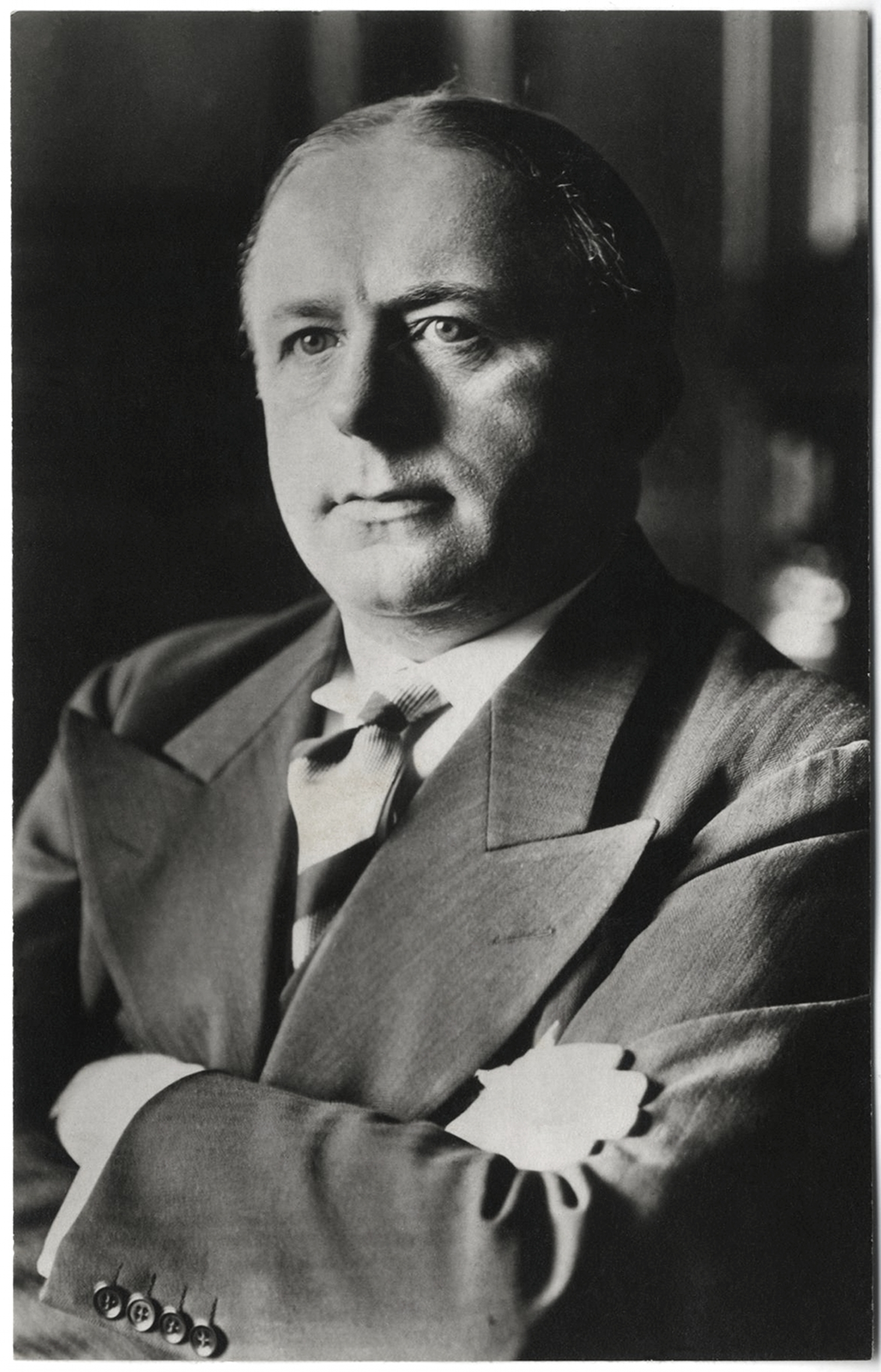
Roger Salengro.

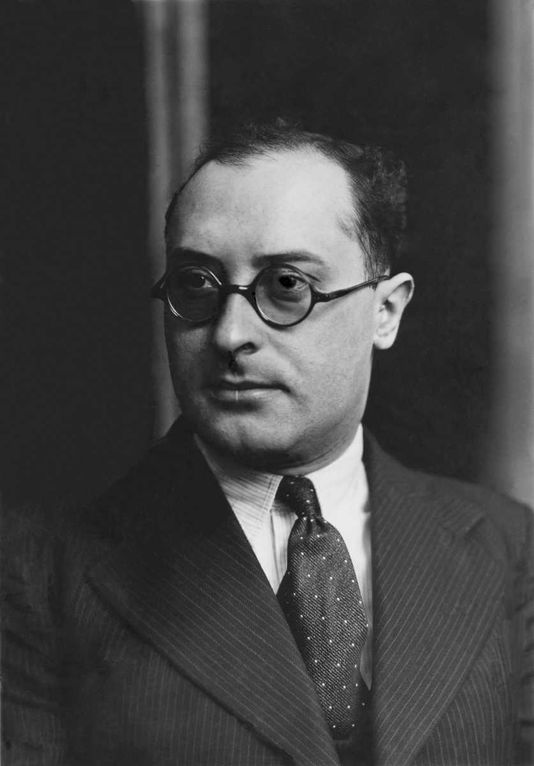
Jean Zay.

| Portefeuille                                                                                  | Titulaire | Titulaire                                               | Parti |
| --------------------------------------------------------------------------------------------- | --------- | ------------------------------------------------------- | ----- |
| Président du Conseil                                                                          |           | Léon Blum                                               | SFIO  |
| Vice-président du Conseil                                                                     |           | Édouard Daladier                                        | PRRRS |
| Ministres d'État                                                                              |           |                                                         |       |
| Ministre d'État                                                                               |           | Camille Chautemps                                       | PRRRS |
| Ministre d'État                                                                               |           | Maurice Viollette                                       | USR   |
| Ministre d'État                                                                               |           | Paul Faure                                              | SFIO  |
| Ministres                                                                                     |           |                                                         |       |
| Ministre de la Défense nationale et de la Guerre                                              |           | Édouard Daladier                                        | PRRRS |
| Ministre de la Justice                                                                        |           | Marc Rucart                                             | PRRRS |
| Ministre de l'Intérieur                                                                       |           | Roger Salengro (jusqu'au 17 novembre 1936)              | SFIO  |
| Ministre de l'Intérieur                                                                       |           | Léon Blum (intérim du 19 au 24 novembre 1936)           | SFIO  |
| Ministre de l'Intérieur                                                                       |           | Marx Dormoy (à partir du 24 novembre 1936)              | SFIO  |
| Ministre des Affaires étrangères                                                              |           | Yvon Delbos                                             | PRRRS |
| Ministre des Finances                                                                         |           | Vincent Auriol                                          | SFIO  |
| Ministre de la Marine                                                                         |           | Alphonse Gasnier-Duparc                                 | USR   |
| Ministre de l'Air                                                                             |           | Pierre Cot                                              | PRRRS |
| Ministre de l'Éducation nationale                                                             |           | Jean Zay                                                | PRRRS |
| Ministre de l'Économie nationale                                                              |           | Charles Spinasse                                        | SFIO  |
| Ministre des Travaux publics                                                                  |           | Albert Bedouce                                          | SFIO  |
| Ministre du Commerce                                                                          |           | Paul Bastid                                             | PRRRS |
| Ministre de l'Agriculture                                                                     |           | Georges Monnet                                          | SFIO  |
| Ministre des Colonies                                                                         |           | Marius Moutet                                           | SFIO  |
| Ministre du Travail                                                                           |           | Jean-Baptiste Lebas                                     | SFIO  |
| Ministre des Pensions                                                                         |           | Albert Rivière                                          | SFIO  |
| Ministre des Postes, Télégraphes et Téléphones                                                |           | Robert Jardillier                                       | SFIO  |
| Ministre de la Santé publique                                                                 |           | Henri Sellier                                           | SFIO  |
| Sous-secrétaires d’État                                                                       |           |                                                         |       |
| Sous-secrétaires d’État à la présidence du Conseil                                            |           | Marx Dormoy (jusqu'au 24 novembre 1936)                 | SFIO  |
| Sous-secrétaires d’État à la présidence du Conseil                                            |           | François de Tessan (du 24 novembre 1936 au 26 mai 1937) | PRRRS |
| Sous-secrétaires d’État à la présidence du Conseil                                            |           | Jules Moch (à partir du 26 mai 1937)                    | SFIO  |
| Sous-secrétaire d’État à l'Intérieur                                                          |           | Raoul Aubaud                                            | PRRRS |
| Sous-secrétaire d'État aux Affaires étrangères                                                |           | Pierre Viénot                                           | USR   |
| Sous-secrétaire d’État à l'Agriculture                                                        |           | André Liautey                                           | PRRRS |
| Sous-secrétaire d’État à la Marine de Guerre                                                  |           | François Blancho                                        | SFIO  |
| Sous-secrétaire d’État à l'Éducation nationale                                                |           | Cécile Brunschvicg                                      | PRRRS |
| Sous-secrétaire d’État à l'Éducation nationale chargé de la Recherche scientifique            |           | Irène Joliot-Curie (jusqu'au 28 septembre 1936)         | DVG   |
| Sous-secrétaire d’État à l'Éducation nationale chargé de la Recherche scientifique            |           | Jean Perrin (à partir du 28 septembre 1936)             | DVG   |
| Sous-secrétaire d’État à l'Éducation nationale chargé de l'Enseignement technique             |           | Alfred Jules-Julien                                     | PRRRS |
| Sous-secrétaire d’État aux Travaux publics chargé de la Marine marchande                      |           | Henri Tasso                                             | SFIO  |
| Sous-secrétaire d'État aux Mines, à l'Électricité et aux Combustibles liquides                |           | Paul Ramadier                                           | USR   |
| Sous-secrétaire d’État à la Santé publique chargé de l'Éducation Physique                     |           | Pierre Dézarnaulds                                      | PRRRS |
| Sous-secrétaire d’État à la Santé publique chargé de la Protection de l'Enfance               |           | Suzanne Lacore                                          | SFIO  |
| Sous-secrétaire d’État à la Santé publique chargé de l'Organisation des Loisirs et des Sports |           | Léo Lagrange                                            | SFIO  |

## Chronologie

### 1936

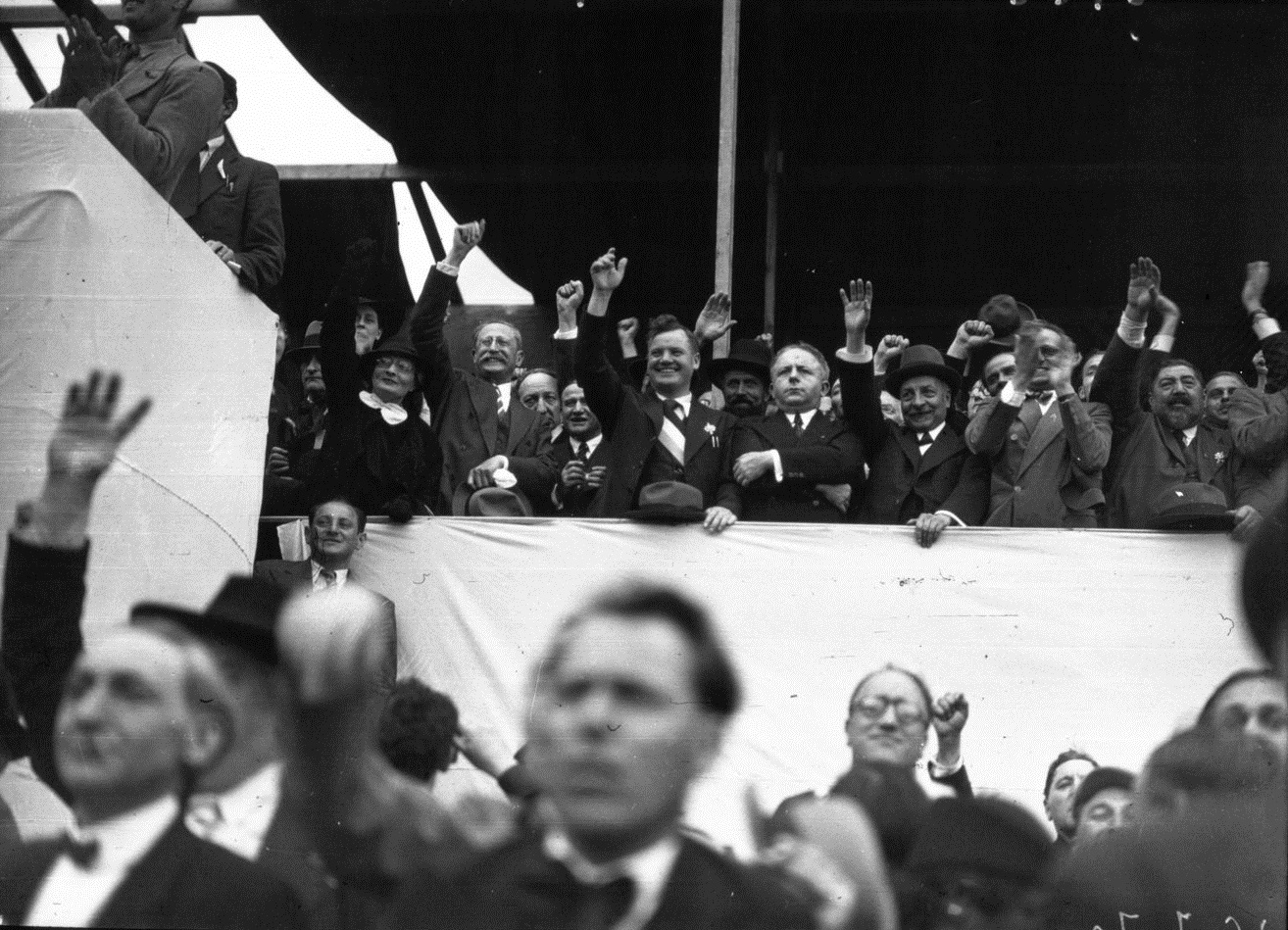
Rassemblement populaire du 14 juillet 1936.

- Les débuts du front populaire, entre les législatives et la formation du gouvernement, sont marqués par de nombreuses grèves soutenues par la CGT, les communistes et l'aile gauche de la SFIO.
- Un sous-secrétariat aux Sports et Loisirs est créé, il est occupé par Léo Lagrange. La droite qualifie immédiatement ce ministère de « ministère de la Paresse ».
- Pour la première fois, trois femmes sont sous-secrétaires d'État (comme toutes les Françaises d'alors, elles ne sont ni électrices ni éligibles) : Cécile Brunschvicg à l'Éducation nationale, Irène Joliot-Curie à la Recherche scientifique, et Suzanne Lacore à la Protection de l'enfance. Elles ne prendront jamais la parole dans l’hémicycle[2].
- Léon Blum annonce à la radio son programme : la semaine de 40 heures, la généralisation des conventions collectives, les congés payés. Il n'envisage pas encore de proposer le vote des femmes en raison de l'opposition farouche du Sénat conservateur, qui a déjà fait échouer plusieurs projets en ce sens. À la Chambre, il est attaqué par l'extrême droite, qui lui reproche d'être juif. Herriot prend vigoureusement sa défense.
- Le 7 juin 1936, à la demande de Léon Blum, s'ouvrent à Matignon des négociations entre le patronat et les syndicats. Peu avant 1 heure du matin, le 8 juin, un accord est signé dit "accords de Matignon". Ils prévoient l'établissement de contrats collectifs, le libre exercice du droit syndical, la création de délégués du personnel élus à bulletins secrets, une augmentation des salaires de 7 à 15 %. Le mouvement social est son apogée, il y a plus d'un million de grévistes.
- Le 9 juin, le gouvernement dépose 5 projets de lois concernant la semaine de 40 heures, les congés payés annuels (15 jours après un an de présence), le contrat collectif, la révision des décrets-loi de 1935 concernant le traitement des fonctionnaires et l'imposition des retraites d'ancien combattant. Ces textes seront adoptés sans difficultés.
- Le 11 juin, Maurice Thorez fait une importante déclaration publiée par L'Humanité dans laquelle il prononcera la phrase bien connue "il faut savoir terminer une grève, dès l'instant où les revendications essentielles ont été obtenues". Il rappelle "Tout n'est pas possible mais le mot d'ordre reste Tout pour le front populaire ! Tout par le Front populaire !".
- Les 13 et 15 juin, le travail reprend chez Renault puis dans toute la métallurgie. On assiste à l'amorce d'une reprise économique et à un début de baisse du chômage.
- Le 18 juin, à la demande de Roger Salengro, le gouvernement dissout les principales ligues d'extrême droite : les Croix-de-feu, les francistes, les Jeunesses patriotes et Solidarité française. Le colonel de La Rocque annonce la création du Parti social français (PSF) en octobre 1937, il comptera 1,2 million d'adhérents en 1939. Il est composé d'ouvriers (36 %) et de nombreuses femmes, contrairement aux autres partis.
- À Saint-Denis, Jacques Doriot, qui avait été exclu du PC-SFIC pour vouloir chercher une alliance avec les socialistes à l'époque où le PC-SFIC considérait la gauche classique comme l'ennemi à abattre, fonde le Parti populaire français (PPF) fin juin. On trouve autour de lui d'anciens communistes, mais aussi Pierre Drieu la Rochelle, qui a publié en 1934 "socialisme fasciste", et le journaliste Bertrand de Jouvenel.
- Du 17 juillet au 7 août, nationalisation de l'industrie de guerre. Le 23 juillet, nouveau statut de la Banque de France. Le 24, le programme de grands travaux est adopté. Le 9 août, Jean Zay fait prolonger la scolarité obligatoire de 13 à 14 ans.
- Le 18 juillet en Espagne, les généraux se soulèvent contre la République. Le général Francisco Franco Bahamonde, chef d'État-Major de l'armée, prend la direction du soulèvement. Le gouvernement français, qui avait interrompu les livraisons d'arme à la République espagnole reprend ses livraisons en apprenant que les Italiens aident les militaires insurgés. Des débats ont lieu en France sur l'aide à apporter aux républicains espagnols. Le gouvernement est écartelé entre les positions contradictoires des radicaux et des communistes. Soucieux de ne pas se couper du Royaume-Uni qui refuse d'intervenir, il se résout à une politique de non-ingérence. En septembre, 27 pays se seront associés à cette conduite dont l'Allemagne et l'Italie. Pierre Cot fournit cependant 144 avions aux républicains et du matériel de l'Union soviétique pourra transiter par la France. Pierre Cot est violemment pris à partie par l'extrême droite et par les membres du Rassemblement universel pour la Paix (RUP). Le 5 septembre, après la prise d'Irun par les insurgés, des milliers d'Espagnols se réfugient à Hendaye. Les civils sont répartis dans plusieurs villes du Midi et les miliciens sont reconduits sur Barcelone via Port Bou.
- Le 30 juillet, Léo Lagrange annonce la création du billet de congé annuel, billet de train à prix réduit pour les foyers modestes.
- Du 19 au 23 août, premier procès de Moscou, les 16 accusés anciens compagnons de Lénine sont condamnés à mort (dont Zinoviev et Kamenev).
- Le 9 septembre, Léon Blum qui s'engageait à accorder l'indépendance de la Syrie dans les 3 ans à venir est désavoué par le parlement. Le 25 septembre, le franc quitte l'étalon or pour s'accrocher à la livre et au dollar. Début octobre, le gouvernement qui n'a pas réussi à créer une reprise économique durable, dévalue le franc. Le franc Poincaré qui valait 65 mg d'or est remplacé par le franc Auriol qui n'en vaut plus que 43 à 49.
- Le 24 août, Hitler passe la durée du service militaire à 2 ans, ce qui permettra à l'Allemagne de disposer de 1,3 million d'hommes sous les drapeaux en 1937.
- En Espagne, la bataille de Madrid commence (octobre 1936), les Républicains se défendent mieux que prévu. Le général Franco déclare que 4 colonnes se dirigent vers Madrid et qu'elles seront aidées par une 5e qui s'y trouve déjà. De cette phrase on retiendra le terme de 5e colonne pour décrire des éléments qui pactisent secrètement avec l'ennemi avec une forte connotation de trahison. Les défenseurs reçoivent l'aide d'éléments extérieurs qui constituent les "Brigades internationales".
- Le 7 septembre 1936, le gouvernement suit la proposition de Daladier, ministre de la défense, qui fait engager 14 milliards de francs de dépense pour la production d'armes modernes et entérine le plan de construction de 1 500 avions de combat mis au point par Pierre Cot, ministre de l'air. Le gouvernement engage donc une politique de réarmement face à la menace hitlérienne et accorde 21 milliards de crédits sur 4 ans.

### 1937
- Du 23 au 30 janvier 1937, deuxième procès de Moscou. 15 des 17 accusés sont condamnés et exécutés immédiatement. En France, le comité d'enquête sur les procès de Moscou est créé en octobre 1936 par André Breton, des intellectuels organisent un meeting auquel assistent 3 000 personnes. Un troisième procès aura lieu en mars 1938.
- En février 1937, Vincent Auriol se déclare opposé à une nouvelle dévaluation et au contrôle des changes. Le déficit budgétaire est estimé à 44 milliards de francs. Le 4 février, le ministère de l'air réquisitionne les usines Morane-Saulnier pour remédier au retard de livraison des appareils. Blum annonce une pause dans les réformes devant les difficultés budgétaires. Le 5 mars, le gouvernement décide de bloquer les dépenses nouvelles, de ne pas instaurer le contrôle des changes, et de lancer un emprunt de Défense Nationale. Le 11 mars, le Président de la République lance un appel à la radio pour inciter à souscrire à l'emprunt de la Défense nationale. Les deux tranches de 5 milliards chacune du 12 et 16 mars sont couvertes immédiatement.
- Messali Hadj, dont le mouvement l’Étoile nord-africaine (ENA), a été interdit en janvier, crée le Parti du peuple algérien (PPA) dont le programme est « ni assimilation, ni séparation mais émancipation ».
- À Londres, le comité de non-intervention en Espagne décide d'interdire les départs volontaires et de mettre un contrôle international aux frontières et dans les eaux territoriales espagnoles. Il entre en vigueur le 19 mars.
- Un climat de violence s'installe en France, les mouvements d'extrême gauche assiègent souvent les réunions du PSF, ce qui, combiné avec les services d'ordre et la police, donne des fusillades, des morts et des blessés (Sedan le 28 février, Clichy le 16 mars).
- Le 26 avril 1937, en Espagne, la petite ville de Biscaye, Guernica, est bombardée à l'heure du marché par les aviateurs allemands de la Légion Condor envoyée par Hitler. L'émotion dans le monde est intense. De graves dissensions apparaissent entre les forces de gauche. Début mai, à Barcelone des affrontements ont lieu entre, d'une part, les anarchistes et des membres du POUM, et les communistes et la police d'autre part. Le chef du gouvernement Largo Caballero démissionne, il est remplacé par Juan Négrin, socialiste, mais qui ne peut s'appuyer que sur le PC-SFIC, seul parti organisé et résolu et qui dispose des fournitures d'armes en provenance de l’Union soviétique, laquelle s'est retirée du pacte de non-intervention. Il dissout le POUM tandis que des membres du parti communiste font la chasse aux Trotskistes du POUM. Cette guerre entre anarchistes, trotskistes et communistes espagnols aura des répercussions en France. Le 7 mai, en France, Jacques Doriot prend l'initiative de créer un Front de lutte contre le communisme. Le 31 mai, l'Italie et l'Allemagne se retirent du comité de non-intervention en Espagne.
- Le 24 mai, inauguration de l'Exposition internationale des Arts et Techniques à Paris. Initialement prévue pour le 1er mai, de nombreuses grèves et des sabotages en ont retardé l'ouverture
- Le 11 juin, en Union soviétique, procès à huis clos de généraux de l'armée. 8 commandants de l'armée rouge sont exécutés. Ceci marque le début d'une purge dans l'armée qui fera des milliers de victimes. L'État major français et des analystes politiques estiment que l'armée rouge est décapitée et n'est plus capable de faire face à la Wehrmacht.
- Les 21 et 22 juin, Léon Blum, qui a obtenu de la chambre les pleins pouvoirs en matière financière se les voit refuser par le Sénat. Il réunit son gouvernement qui prend la décision de démissionner. Camille Chautemps succède à Léon Blum à la présidence du Conseil le 22 juin.

## Répartition partisane
| Parti                           | Parti                                            | Président du Conseil | Ministres d'État | Ministres | Sous-secrétaires d'État | Total |
| ------------------------------- | ------------------------------------------------ | -------------------- | ---------------- | --------- | ----------------------- | ----- |
| Répartition le 4 juin 1936      | Répartition le 4 juin 1936                       | 1                    | 3                | 17        | 13                      | 34    |
|                                 | Section française de l'Internationale ouvrière   | 1                    | 1                | 10        | 5                       | 17    |
|                                 | Parti républicain, radical et radical-socialiste |                      | 1                | 6         | 5                       | 12    |
|                                 | Union socialiste républicaine                    | 1                    | 1                | 2         | 4                       |       |
|                                 | Divers gauche                                    |                      |                  | 1         | 1                       |       |
|                                 |                                                  |                      |                  |           |                         |       |
| Répartition le 24 novembre 1936 | Répartition le 24 novembre 1936                  | 1                    | 3                | 17        | 13                      | 34    |
|                                 | Section française de l'Internationale ouvrière   | 1                    | 1                | 10        | 4                       | 16    |
|                                 | Parti républicain, radical et radical-socialiste |                      | 1                | 6         | 6                       | 13    |
|                                 | Union socialiste républicaine                    | 1                    | 1                | 2         | 4                       |       |
|                                 | Divers gauche                                    |                      |                  | 1         | 1                       |       |
|                                 |                                                  |                      |                  |           |                         |       |
| Répartition le 26 mai 1937      | Répartition le 26 mai 1937                       | 1                    | 3                | 17        | 13                      | 34    |
|                                 | Section française de l'Internationale ouvrière   | 1                    | 1                | 10        | 5                       | 17    |
|                                 | Parti républicain, radical et radical-socialiste |                      | 1                | 6         | 5                       | 12    |
|                                 | Union socialiste républicaine                    | 1                    | 1                | 2         | 4                       |       |
|                                 | Divers gauche                                    |                      |                  | 1         | 1                       |       |